# 로스앤젤레스 메트로 L선
로스앤젤레스 메트로 L선(영어: Los Angeles Metro L Line)은 미국 캘리포니아의 로스앤젤레스에 있는 도시철도 노선으로, 로스앤젤레스 교통국이 운영하는 노선이다. L선은 아즈사에서 다운타운 로스앤젤레스를 거쳐 이스트로스앤젤레스까지 이어지는 31-마일 (50 km)의 경전철 노선으로 리틀 도쿄, 유니언역, 사우스웨스트 박물관, 차이나타운 및 올드타운 패서디나의 매장을 지난다. 메트로레일 시스템의 6개 노선 중 하나인 이 노선은 2003년에 영업을 시작했으며, 로스앤젤레스군 교통국(Metro)에서 운영한다. L선은 2개의 지하역(마리아치 플라자역, 소토역)과 25의 지상역으로 총 27개의 역을 제공한다. L선은 유일하게 다른 메트로레일 노선과 선로를 공유하지 않는 시스템을 가지고 있다.
2003년 7월 2일 개통당시 노선명은 로스앤젤레스 광역철도 금선 또는 로스앤젤레스 메트로 골드 라인(Los Angeles Metro Gold Line)이었다. 이후 2020년 초에 금선에서 "L선"으로 변경되었다. 2020년 10월, 이 노선은 2022년 리저널 커넥터(Regional Connector) 터널 개통에 대비해 리틀도쿄/아츠 디스트릭트역이 폐쇄되면서 두 개의 분리된 구간으로 나뉘었다. 이 때부터 L선은 시스템 내에서 별개 노선으로 존재하지 않게 되며, 북쪽 절반은 A선의 연장선, 남쪽 절반은 E선의 연장선 역할을 하게 된다.

## 운행 정보

### 경로
L선은 이스트로스앤젤레스에서 시작하여, 서쪽으로 다운타운 로스앤젤레스까지 간다. 애틀랜틱역의 남쪽 끝에서 3번가(3rd Street)를 따라 서쪽으로 이동하여 인디애나가(Indiana Street)로 이동한 후 북쪽으로 1번가까지 간다. 여기에서 리틀 도쿄(Little Tokyo)까지 서쪽으로 이어지며, 부분적으로는 보일 하이츠(Boyle Heights) 지하 터널을 통과하여 2개의 지하철역을 지난다. 리틀 도쿄의 알라메다 가(Alameda Street)에서 선은 북쪽으로 돌며 할리우드 프리웨이(Hollywood Freeway)를 가로지르며 유니언역의 1번 및 2번 선로에서 정차한다. 유니온 역에서 승객은 중전철인 B선 및 D선, 간선급행버스체계인 J선 및 메트로링크 통근 철도 시스템으로 환승할 수 있다.
유니언역에서 L선은 고가를 통해 북쪽으로 이동하여 차이나타운(Chinatown)으로 이어진 다음 골든 스테이트 프리웨이(Golden State Freeway, 5번 고속도로)에 인접한 로스앤젤레스강을 건넌다. 이곳에서 북부/북동부오 계속 이어지는 경로는 링컨 하이츠(Lincoln Heights), 마운트워싱턴(Mount Washington), 하이랜드 공원(Highland Park) 등 다운타운 북쪽의 언덕 지역을 지난다. 이 늘어진 경로를 통해, L선은 주로 피규어가(Figueroa Street) 아래의 짧은 지하도를 제외하고는 지상에서 운행된다.
하이랜드 공원의 북쪽으로, 노선은 아로요세코 파크웨이(Arroyo Seco Parkway, 주도 제110호선)를 횡단한다. 노선은 사우스패서디나를 거친후 다운타운 패서디나에서 지면으로 간다. 올드타운 패서디나(Old Town Pasadena)에서 패서디나의 주요 도로인 콜로라도 대로(Colorado Boulevard)를 지나 반 마일 길이의 지하로 이동한다. (콜로라도 대로의 북쪽에 있는 메모리얼 파크역은 반지하에 위치해있다.) 이후, L선은 동쪽으로 이어져서 풋힐 프리웨이(Foothill Freeway, I-210)의 중앙부로 지나서, 아케이디아 서쪽 바로 옆 시 경계에 있는 패서디나의 시에라 마드레 빌라역까지 이어진다.
패서디나의 동쪽 이후, 노선은 산타애니타 애비뉴(Santa Anita Avenue) 서쪽의 풋힐 프리웨이(Foothill Freeway, I-120)의 동쪽 방향 차선을 가로질러 1번로(First Avenue)와 샌타클라라 스트리트(Santa Clara Street)의 코너에 있는 아케이디아 역에 정차하고, 이후 헌팅턴 드라이브(Huntington Drive)를 건너 미를 애비뉴(Myrtle Avenue)의 두어트 로드(Duarte Road) 북쪽 몬로비아 역에 정차한다. 두어트 로드의 북쪽에 위치한 두어트/시티오브호프 역에서 동쪽으로 계속 이동하고, 시티오브호프 메디컬 센터에서 길 건너편에서 San Gabriel 강을 건너고 어위데일 애비뉴(Irwindale Avenue)의 어위데일 역에서 정차한다. 풋힐 대로(Foothill Boulevard)의 풋힐 프리웨이(I-120)를 지나 풋힐 대로 북쪽 아즈사 애비뉴의 아즈사 역에 정차하고, 시트러스 애비뉴(Citrus Avenue) 서쪽의 APU/시트러스 칼리지 역에서 종착한다.

### 운행시간
L선 열차는 매일 오전 3시 45분에서 오전 12시 45분 사이에 운영된다. (금요일과 토요일에는 새벽 2시까지)

### 운행간격
L선 열차는 월요일~금요일간 출퇴근 시간대에 7분 간격으로 운행한다. 오후 시간대에는 12분 간격으로 운행하고, 주말에는 전 시간 12~15분 간격으로 운행한다. 야간 운행은 매 20분간 운행한다.

### 속도
L선 열차는 최고 속도 55mph로 운행한다. 31-마일 (50 km) 길이의 구간을 운행하는 데 73분이 걸리며, 평균 속도는 21.9 mph (35 km/h)이다. L선은 하이랜드 파크 지역에서 특히 느려지는데, 몇 개의 건널목으로 인해 열차가 약 20 mph (32 km/h)에 이르고, 커브 구간을 통과할 때 열차는 약 25 mph (40 km/h)로 주행한다.

### 이용객
2009년 이스트로스앤젤레스(East Los Angeles)로 연장한 후, 노선의 승객 수는 매일 3만명에 이른다. 2012년 10월 기준,현재 L선의 평균 평일간 탑승객 수는 42,417명이고 2014년 12월 기준 평일 평일 탑승객 수는 44,707명으로 증가했다. 아즈사 행 연장 이후 2016년 5월 현재 승객 수는 49,238명으로 증가했다.

## 역사
샌가브리엘벨리(San Gabriel Valley) 통행 구간은 원래 1885년 로스앤젤레스 앤드 샌가브리엘벨리 철도Los Angeles and San Gabriel Valley Railroad)에 의해 지어졌다. 로스앤젤레스 앤드 샌가브리엘벨리 철도는 1887년 5월 20일 캘리포니아 중앙 철도(California Central Railway)로 흡수 통합되었다. 1889년에는 남부 캘리포니아 철도 회사(Southern California Railway Company)로 통합되었다. 1906년 남부 캘리포니아 철도는 패서디나 서브디비전(Pasadena Subdivision)의 일환으로 애취슨-토피카-산타페 철도(Atchison, Topeka and Santa Fe Railway)에 매각되었다. 패서디나 앤드 로스앤젤레스 전기 철도(Pasadena and Los Angeles Electric Railway)는 로스앤젤레스에서 패서디나에 이르는 경전철 선로를 건설하여, 1895년 5월 6일에 개통했으며, 1906년에 퍼시픽 전철 레드 카(Pacific Electric Railway Red Car)선이 되었다.

### 계획
L선의 경로는 과거 애취슨-토피카-산타페 철도(패서디나 서브디비전)에서 운영하던 노선을 기반으로 하였으며, 1980년대 초반에 지역 도시철도 네트워크의 일부로 제안되었으나, 20년 가까지 실현되지 못하였다. 초기 계획 및 건설은 로스앤젤레스군 교통국에서 담당하였으나, 자금 부족으로 계획이 중단된 후 11% 완공 계획을 재개하고 완공하기 위해 "패서디나 블루 라인 건설 공사(Pasadena Blue Line Construction Authority)"가 주법에 의거하여 설립되었다.
L선은 원래 메트로 파란선(현 A선)의 일부로 계획되었다. 원래 계획으로는 "리저널 커넥터(Regional Connector)"가 건설중인 유니언역과 메트로센터역을 연결하는 것이었다.

### 운영

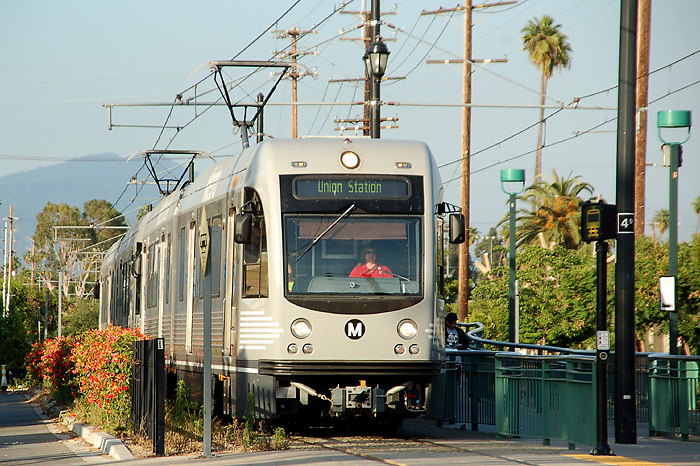
하이랜드 파크 역에서 안살도브레다 P2550 열차

#### 초기 유니언역~패서디나 구간
L선(당시 금선)의 1차 구간인 유니언역~시에라 마드레 빌라역 구간이 2003년 7월 26일에 개통하였다.
2006년 2월 13일과 2007년 12월 16일 사이에 금선은 메트로 레일 시스템에서 유니언역, 하이랜드 파크, 미션, 델마르, 시에라 마드레 빌라에서 양방향 통행시 러시아워 동안 일반 및 급행 열차 운행을 모두 최초로 구현하여 5분간의 지연을 없앴다.
2006년 10월 29일부터 종점간 이동 시간이 5분 단축되어 역 대기 시간이 30% 단축되었다. 승강기는 2006년 9월에 2만 1천 건의 탑승률을 기록했다.
2007년 4월부터 2007년 7월까지 선로 건설 중 사우스패서디나 주민들의 소음 문제를 해결하기 위해 사우스패서디나의 미션과 필모어 사이의 경로를 따라 방음역이 건설되었다.
2007년 12월에 급행 운행이 중단되었으며 (완행)열차가 8분 간격으로 더 자주 운행하기 시작했다. 2011년 6 월에 승객 증가로 인해 6분마다 운행이 증가했다.

#### 유니언역~이스트사이드 연장

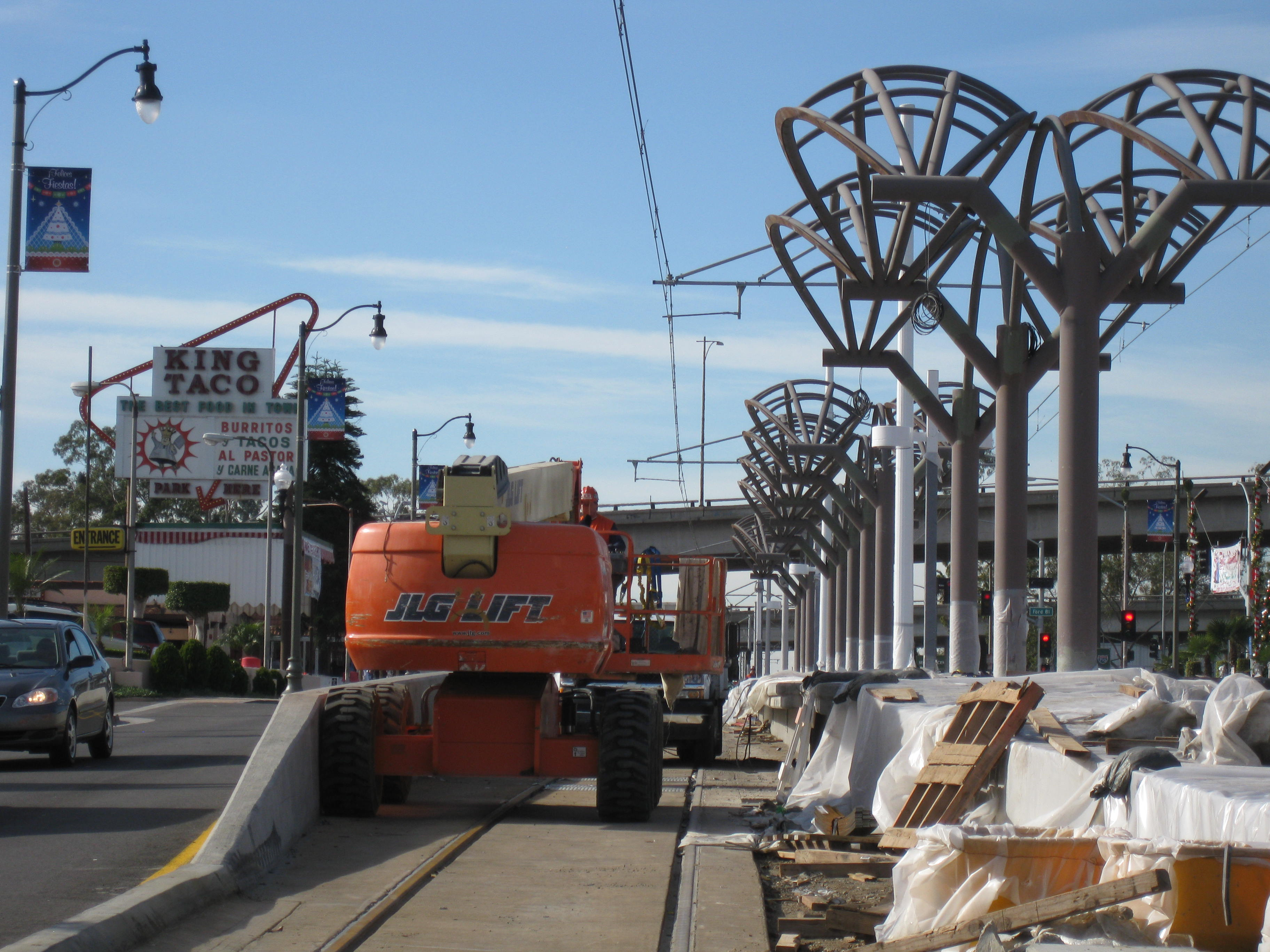
2008년 12월에 마라빌라역 공사중인 모습

2009년 11월 15일, 첫 연장 구간인 이스트사이드 연장 구간이 개통하였다. 이 계획은 몬트레일 파크 근처의 유니언역에서 애틀랜틱 대로까지 금선을 확장하였다. 확장된 경로는 리틀 도쿄, 예술구, 보일 하이츠 및 이스트 로스앤젤레스를 지난다. 이 계획에서는 8개의 역이 추가되었으며, 그 중 2개 (마리아치 플라자역, 소토역)는 지하역이로, 메트로레일 시스템의 경전철 노선에서 (7가/메트로센터역 이후) 2번째로 건설된 지하역이다.

#### 패서디나~아즈사 연장
로스앤젤레스 교통국과 메트로 금선 푸트힐 연장 건설공사는 금선의 패서디나에서 로스앤젤레스군의 북동부 지역으로 연장하였다. 금선 푸트힐 연장(Gold Line Foothill Extension) 계획은 샌버너디노 군의 몬트클레어에 있는 카운티 라인 건너편의 산기슭 지역을 통해 금선을 확장할 계획이었다. 금선 건설 당국은 온타리오 공항까지 노선을 연장할 권한을 원했지만 샌버너디노 정부는 샌버나디노군 주민들에게 계획 자금을 제공하는데 더 많은 혜택을 줄 수 있는 공항 접근을 위한 다른 방안을 모색하고 있다. 이 계획은 2014년 말 "The Foothill Gold Line"으로 개명되었다.

## 역 목록
| 역명                                       | 지상 / 지하 | 접속 노선   | 역간 거리 | 영업 거리 | 소재지       | 소재지                                                         |
| ------------------------------------------ | ----------- | ----------- | --------- | --------- | ------------ | -------------------------------------------------------------- |
| APU/시트러스 칼리지 APU/Citrus College     | 지상        |             |           |           | 로스앤젤레스 | 아즈사 Azusa                                                   |
| 아즈사 다운타운 Azusa Downtown             | 지상        |             |           |           | 로스앤젤레스 | 아즈사 Azusa                                                   |
| 어위데일 Irwindale                         | 지상        |             |           |           | 로스앤젤레스 | 어위데일 Irwindale                                             |
| 두어트/시티오브호프 Duarte/City of Hope    | 지상        |             |           |           | 로스앤젤레스 | 두어트 Duarte                                                  |
| 몬로비아 Monrovia                          | 지상        |             |           |           | 로스앤젤레스 | 몬로비아 Monrovia                                              |
| 아케이디아 Arcadia                         | 지상        |             |           |           | 로스앤젤레스 | 아케이디아 Arcadia                                             |
| 시에라 마드레 빌라 Sierra Madre Villa      | 지상        |             | -         | 0.0       | 로스앤젤레스 | 패서디나 Pasadena                                              |
| 알렌 Allen                                 | 지상        |             | 1.6       | 1.6       | 로스앤젤레스 | 패서디나 Pasadena                                              |
| 레이크역 Lake                              | 지상        |             | 0.8       | 2.4       | 로스앤젤레스 | 패서디나 Pasadena                                              |
| 기념공원 Memorial Park                     | 지상        |             | 0.9       | 3.3       | 로스앤젤레스 | 패서디나 Pasadena                                              |
| 델마르 Del Mar                             | 지상        |             | 0.9       | 4.2       | 로스앤젤레스 | 패서디나 Pasadena                                              |
| 필모어 Fillmore                            | 지상        |             | 0.8       | 5.0       | 로스앤젤레스 | 패서디나 Pasadena                                              |
| 사우스파사디나 South Pasadena              | 지상        |             | 1.4       | 6.4       | 로스앤젤레스 | 사우스패서디나 South Pasadena                                  |
| 하이랜드공원 Highland Park                 | 지상        |             | 0.7       | 7.1       | 로스앤젤레스 | 하이랜드공원 Highland Park                                     |
| 사우스웨스트박물관 Southwest Museum        | 지상        |             | 1.2       | 8.3       | 로스앤젤레스 | 마운트워싱턴 Mount Washington                                  |
| 헤리티지스퀘어 Heritage Square             | 지상        |             | 1.0       | 9.3       | 로스앤젤레스 | 몬테시토하이츠/마운트워싱턴 Montecito Heights/Mount Washington |
| 링컨/사이프레스 Lincoln/Cypress            | 지상        |             | 0.7       | 10.0      | 로스앤젤레스 | 링컨하이츠/사이프레스공원 Lincoln Heights/Cypress Park         |
| 차이나타운 Chinatown                       | 지상        |             | 0.9       | 10.9      | 로스앤젤레스 | 차이나타운 Chinatown                                           |
| 유니언 Union Station                       | 지상        | B선 D선 J선 | 1.1       | 12.0      | 로스앤젤레스 | 다운타운 로스앤젤레스 Downtown Los Angeles                     |
| 리틀도쿄/예술구 Little Tokyo/Arts District | 지상        |             | 0.8       | 12.8      | 로스앤젤레스 | 리틀 도쿄/예술구 Little Tokyo/Arts District                    |
| 피코/알리소 Pico/Aliso                     | 지상        |             | 0.8       | 12.8      | 로스앤젤레스 | 보일 하이츠 Boyle Heights                                      |
| 마리아치광장 Mariachi Plaza                | 지하        |             | 0.8       | 12.8      | 로스앤젤레스 | 보일 하이츠 Boyle Heights                                      |
| 소토 Soto                                  | 지하        |             | 0.8       | 12.8      | 로스앤젤레스 | 보일 하이츠 Boyle Heights                                      |
| 인디애나 Indiana                           | 지상        |             | 0.8       | 12.8      | 로스앤젤레스 | 이스트 로스앤젤레스 East Los Angeles                           |
| 마라빌라 Maravilla                         | 지상        |             | 0.8       | 12.8      | 로스앤젤레스 | 이스트 로스앤젤레스 East Los Angeles                           |
| 이스트LA 시빅센터 East LA Civic Center     | 지상        |             | 0.8       | 12.8      | 로스앤젤레스 | 이스트 로스앤젤레스 East Los Angeles                           |
| 아틀란틱 Atlantic                          | 지상        |             | 0.8       | 12.8      | 로스앤젤레스 | 이스트 로스앤젤레스 East Los Angeles                           |

## 운영

### 유지 보수 시설
L선은 Division 21 야드(로스앤젤레스강 차량기지)와 Division 24 야드(몬로비아 차량기지)에서 운영된다. Division 21은 로스앤젤레스강이 내려다 보이는 빈 스컬리 드라이브(엘시언 파크 드라이브)에 위치하고 Division 24는 몬로비아의 I-210 고속도로의 남쪽에 위치해 있다. 이 차량기지는 L선에 사용된 전동차를 주박한다. 또한 전동차의 유지 보수가 시행되는 곳이기도 하다. 열차는 단선 진입선을 통해 차량기지에 들어올 수 있다.

### 철도 차량
L선 열차는 일반적으로 2량 편성이다. 새해 첫날에 L선은 로즈 퍼레이드(Tournament of Roses Parade)와 로즈볼(Rose Bowl Game) 서비스를 위해 3량 편성 열차를 사용한다. 운행은 오전 4시부 터 오전 1시까지 운영되며, 출퇴근 시간에는 약 7분, 주중에는 12분, 주말에는 약 7분, 운행 종료까지는 약 20분 간격이다.
열차는 메트로의 경전철 시스템과 호환되는 굴절식 경전철 차량(LRV)으로 구성된다. 2012년 4월 기준으로, L선은 50개의 안살도브레다 P2550 LRV를 사용한다. 메트로 L선에는 50대의 현업 운행 차량(701-750)이 있다.
메트로 L선에는 50대의 안살도브레다 P2550 (701-750) 차량이 사용되고 있다. P2550은 메트로의 텔레비전 광고에도 여러번 등장했다. 메트로는 2012년 4월에 L선의 지멘스 P2000 열차를 블루 라인으로 전환하고, 닛폰차량 P850 (100-153) 차량을 엑스포 선 1차 구간으로 이전했으며, L선은 안살도브레다 P2550 차량으로 지멘스 P2000 열차를 대체했다.

#### 특별 기념 차량
2007년 12월 21일, 메트로는 119회 로즈 퍼레이드(Tournament of Roses Parade)와 94회 로즈볼(Rose Bowl Game)의 특별 기념 열차 인 233호, 235호 전동차를 선보였다. 2008년에는 "토너먼트 트레인(ournament Train)"으로 불리고 있다.

### 광고
2007년 10월 3일 부터, 메트로 L선 열차는 C선과 같이 열차 옆면에 광고를 부착하기 시작했다. 2008년 2월 13일에는, 메트로 L선 열차의 배너 광고를 모두 제거했다. 2008년 7월 14일에는, 229, 235, 236, 238, 239, 244, 250, 302호 차량에 배너 광고를 다시 부착했다.

## 사진첩

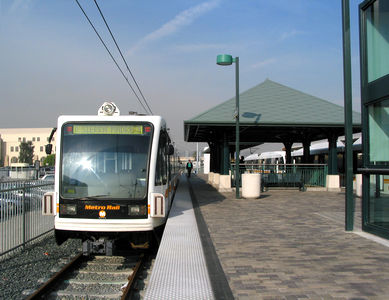
유니언역에 정차한 지멘스 P2000 열차 (옛 금선 열차).
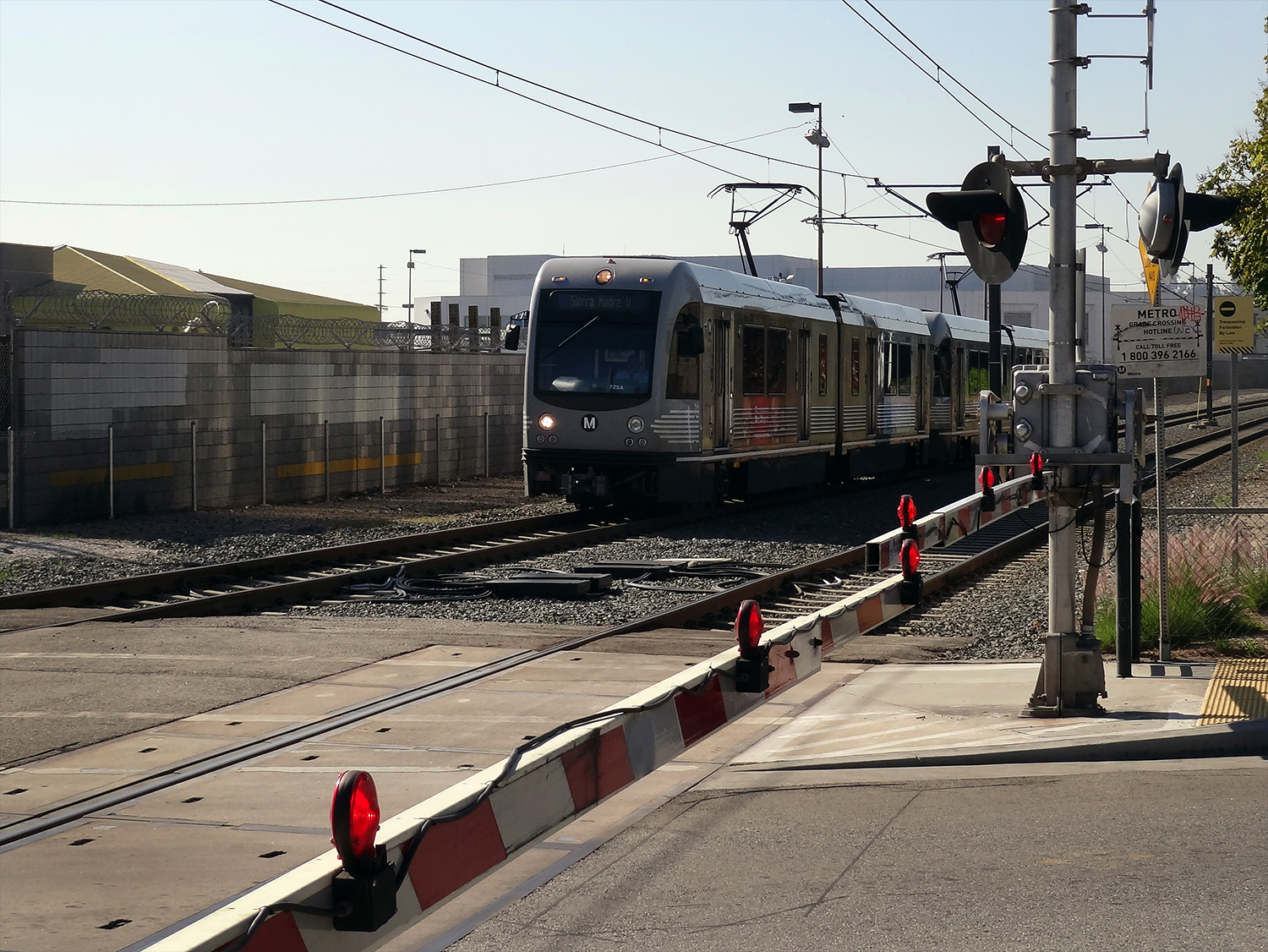
링컨 하이츠/사이프러스 파크 역 북동쪽에 있는 아테시안가(Artesian St)에서 W 애비뉴 33 사이의 건널목을 건너는 금선 열차.
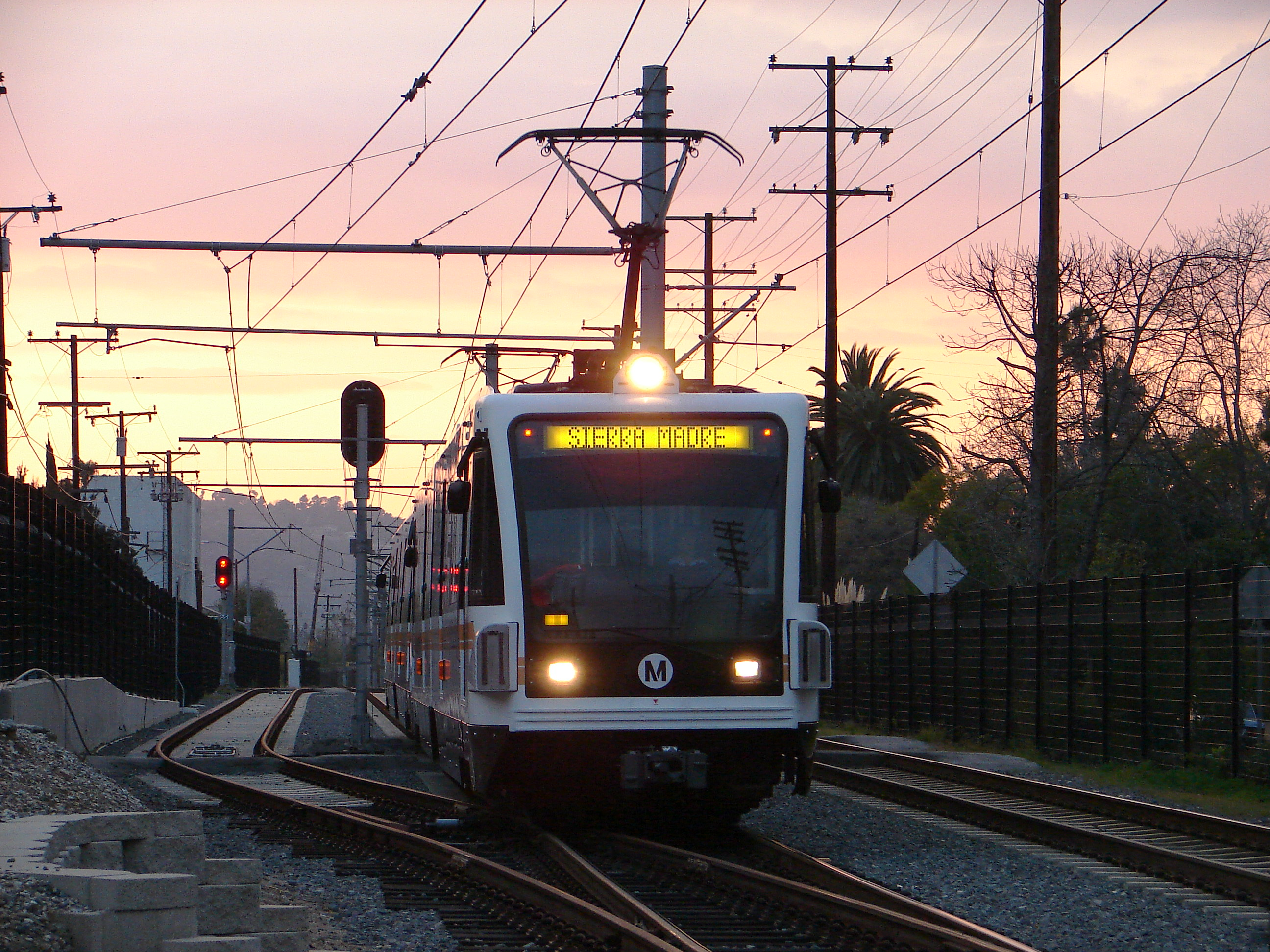
사우스패서디나로 행하는 지멘스 P2000 열차 (옛 금선 열차)
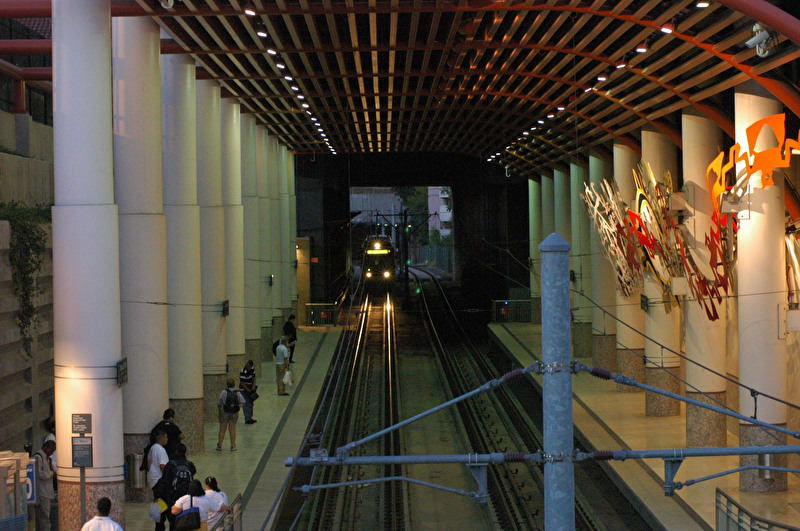
패서디나의 메모리얼 파크역. 이 역은 개방되어 있다. 기념공원 왼쪽에 있으며, 선로 바로 위에 홀리 스트리트 아파트가 있다.
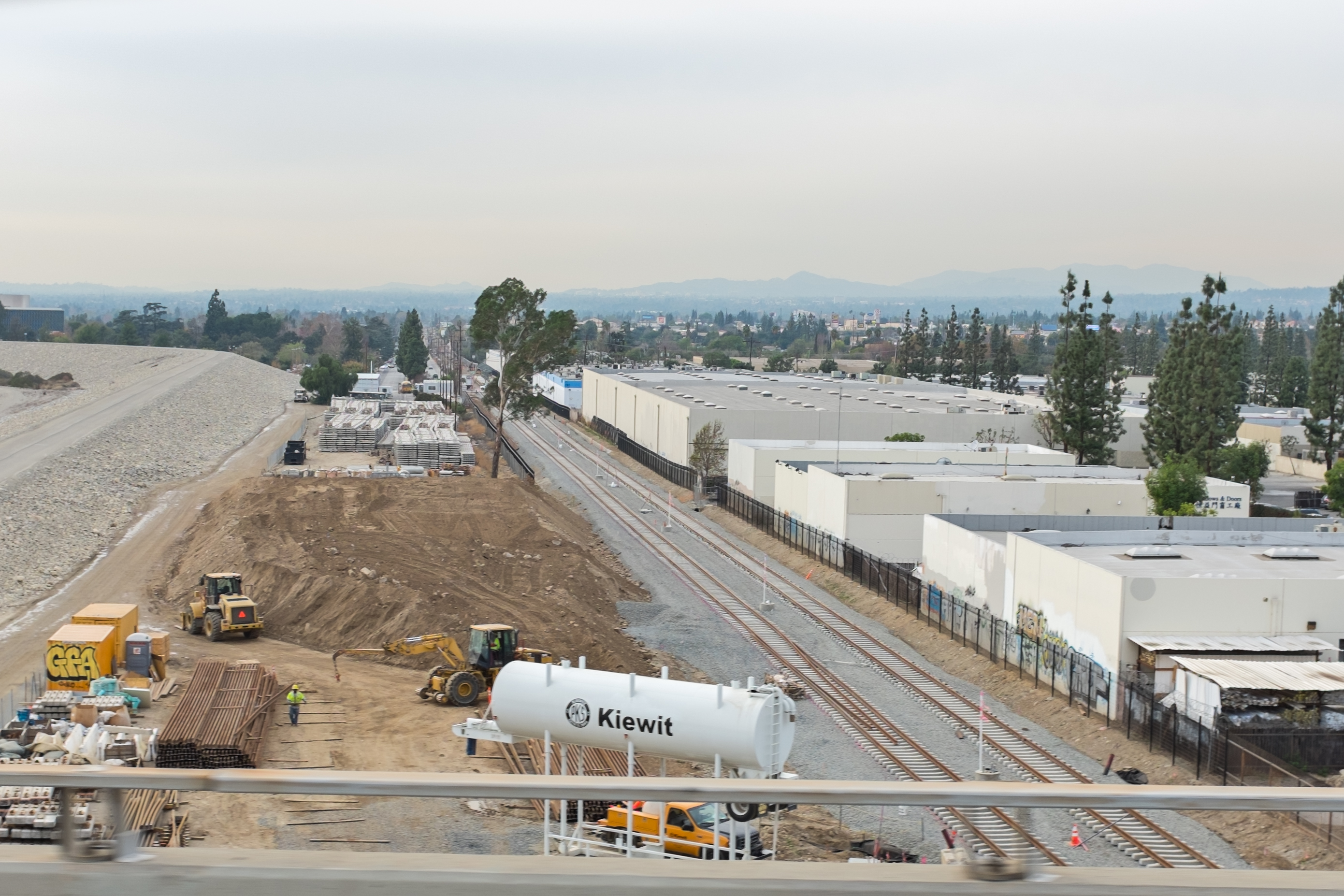
두어트 인근의 L선 건설현장(2014년). 선로는 설치되어 있고, 가공 전차선은 아직 설치되지 않는 상태이다.
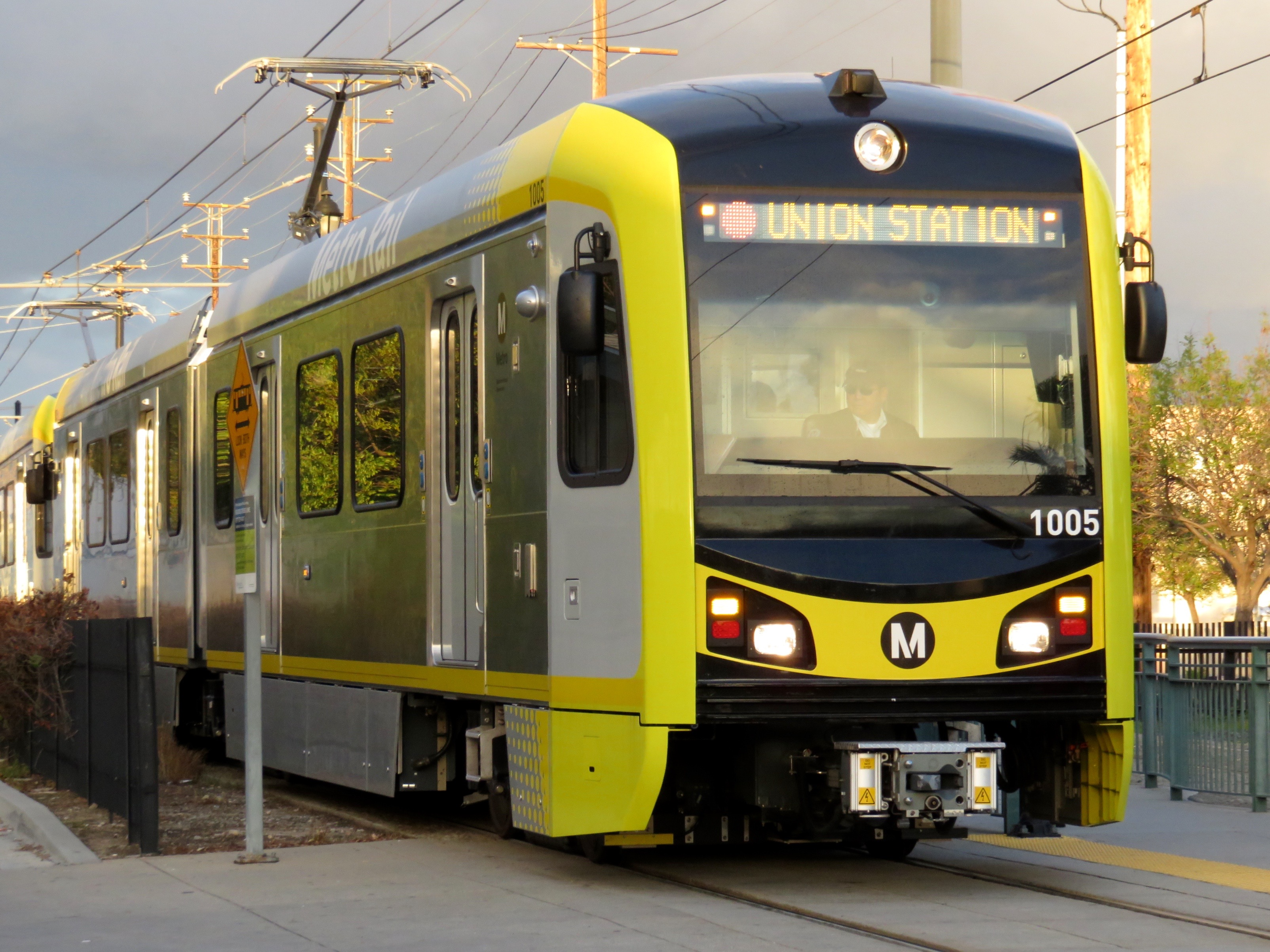
2016년 3월 5일에 도입을 시작한 긴키차량 P3010 차량이 하이랜드파크역에 정차한 모습.

## 같이 보기
- 로스앤젤레스 메트로